# Francisco Javier Hidalgo Gómez
Francisco Javier Hidalgo Gómez (Sevilla, 30 de marzo de 1994), conocido deportivamente como Son, es un futbolista español que juega como defensa en el PFC Ludogorets Razgrad de la Primera Liga de Bulgaria.

## Trayectoria
Se formó en las categorías inferiores del C. D. Alcalá y en el Hervar, con el que marcó 16 tantos en División de Honor juvenil. Más tarde, debutó en Segunda División B en las filas del C. D. San Roque de Lepe antes de firmar con el UCAM Murcia C. F., que le cedió al C. F. Villanovense a mitad de la temporada 2015-16.
Durante la temporada 2016-17 vivió el descenso de su equipo a Tercera, por ello firmó con el Barakaldo C. F., donde jugó 32 partidos y marcó 6 goles.
En verano de 2018 fichó por la S. D. Ponferradina para jugar en el grupo I de la Segunda División B, con la que logró el ascenso a la Segunda División.
El 23 de julio de 2020 se hizo oficial su vuelta al Levante U. D. tras firmar para las siguientes cuatro temporadas. Cumplió tres de ellas en las que superó los cien partidos antes de marcharse traspasado al PFC Ludogorets Razgrad búlgaro en julio de 2023.

## Clubes
| Club                        | País     | Año       |
| --------------------------- | -------- | --------- |
| C. D. Alcalá                | España   | 2013-2014 |
| C. D. San Roque de Lepe     | España   | 2014-2015 |
| UCAM Murcia C. F.           | España   | 2015      |
| C. F. Villanovense (cedido) | España   | 2015-2016 |
| Atlético Levante U. D.      | España   | 2016-2017 |
| Barakaldo C. F.             | España   | 2017-2018 |
| S. D. Ponferradina          | España   | 2018-2020 |
| Levante U. D.               | España   | 2020-2023 |
| PFC Ludogorets Razgrad      | Bulgaria | 2023-     |

## Palmarés

### Títulos nacionales
| Título                   | Club                   | País     | Año  |
| ------------------------ | ---------------------- | -------- | ---- |
| Supercopa de Bulgaria    | PFC Ludogorets Razgrad | Bulgaria | 2023 |
| Primera Liga de Bulgaria | PFC Ludogorets Razgrad | Bulgaria | 2024 |
| Supercopa de Bulgaria    | PFC Ludogorets Razgrad | Bulgaria | 2024 |
| Primera Liga de Bulgaria | PFC Ludogorets Razgrad | Bulgaria | 2025 |
| Copa de Bulgaria         | PFC Ludogorets Razgrad | Bulgaria | 2025 |